# Корсунь-Шевченківська битва (монета)
«Ко́рсунь-Шевче́нківська битва» (до 70-рі́ччя ви́зволення Украї́ни від фаши́стських зага́рбників) — ювілейна монета номіналом 5 гривень, випущена Національним банком України, присвячена наступальній операції Першого Українського та Другого Українського фронтів, здійсненій 24 січня — 17 лютого 1944 року, у ході якої було ліквідовано угруповання гітлерівських військ на Корсунському виступі та створено сприятливі умови для остаточного визволення Правобережної України.
Монету введено в обіг 17 лютого 2014 року. Вона належить до серії «Друга світова війна».

## Опис монети та характеристики
| Номінал грн. | Метал      | Маса, г | Діаметр, мм | Якість виготовлення       | гурт     | Тираж, штук |
| ------------ | ---------- | ------- | ----------- | ------------------------- | -------- | ----------- |
| 5            | нейзильбер | 16,54   | 35,0        | спеціальний анциркулейтед | рифлений | 30 000      |

### Аверс
На аверсі монети розміщено: угорі малий Державний Герб України та напис півколом — «НАЦІОНАЛЬНИЙ БАНК УКРАЇНИ», у центрі — композицію, що символізує перемогу: цифри «1944» (на срібній монеті — позолочені), над якими — зображення салюту, унизу — лаврова гілка зі стрічкою та зіркою, праворуч над зіркою — рік карбування монети «2014»; унизу напис півколом — «П'ЯТЬ ГРИВЕНЬ» і логотип Монетного двору Національного банку України (праворуч).

### Реверс
На реверсі монети зображено стилізовану композицію: у центрі на тлі карти зображено в'їзну браму палацового комплексу в м. Корсуні-Шевченківському, по колу розміщено стрілки, що символізують наступальну операцію радянських військ по всьому кільцю оточення угруповання противника, та розміщено написи: «70 років» (угорі праворуч), «КОРСУНЬ-ШЕВЧЕНКІВСЬКА БИТВА» (унизу півколом).

## Автори

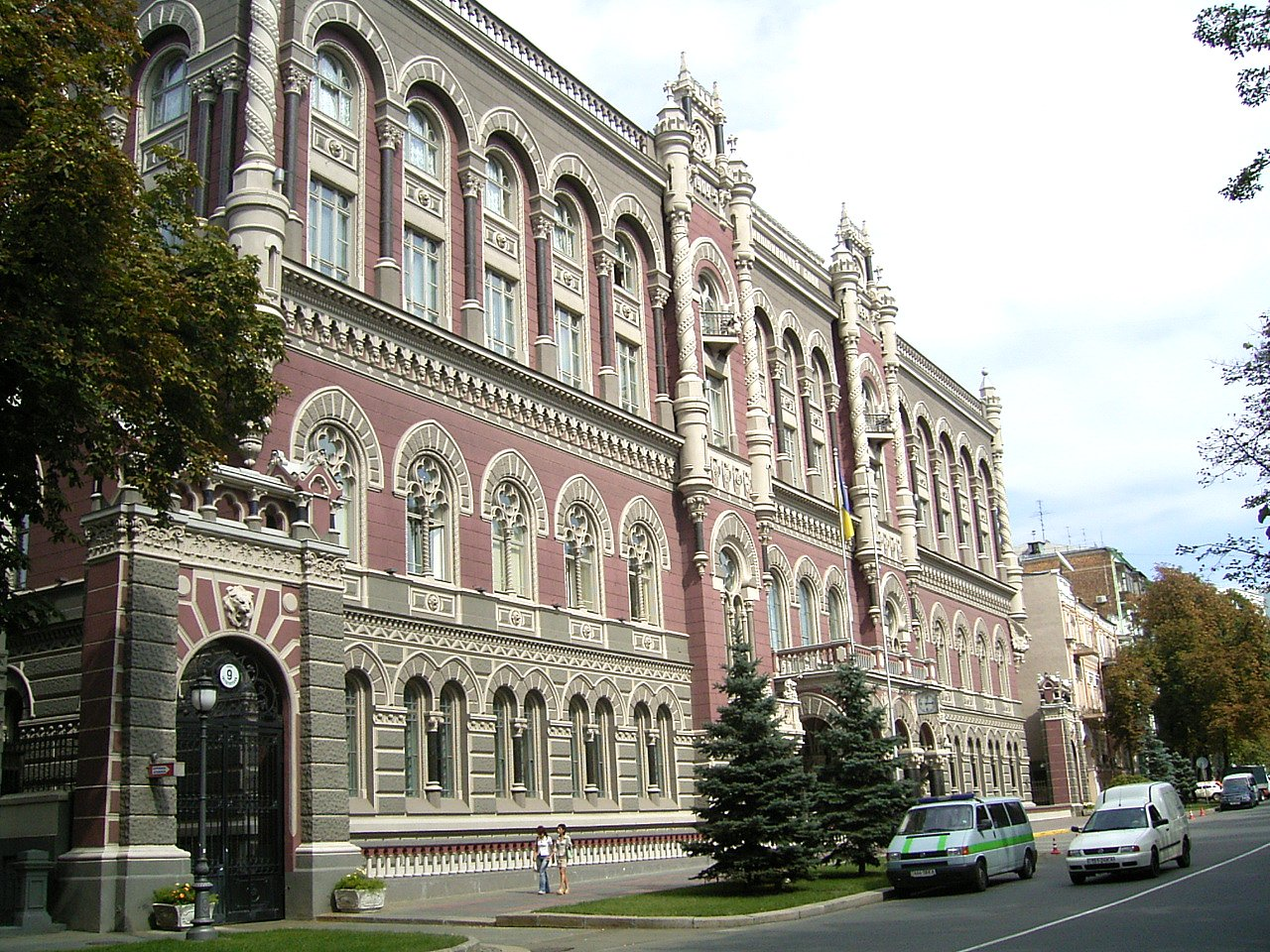
Будівля Національного банку України

- Художники: Таран Володимир, Харук Олександр, Харук Сергій (аверс); Фандікова Наталія (реверс).
- Скульптори: Атаманчук Володимир, Дем'яненко Володимир.

## Вартість монети
Під час введення монети в обіг у 2014 році, Національний банк України реалізовував монету через свої філії за ціною 25 гривень.
Фактична приблизна вартість монети, з роками змінювалася так:
| Рік        | 2014 | 2015 | 2016 | 2017 | 2018 | 2019 | 2020 | 2021 | 2022 | 2023 | 2024 | 2025 |
| ---------- | ---- | ---- | ---- | ---- | ---- | ---- | ---- | ---- | ---- | ---- | ---- | ---- |
| Ціна, грн. | 28   | 40   | 55   | 70   | 80   | 80   | 80   | 90   | 170  | 250  | 330  | 340  |